# Radio Romania International
Radio Romania International (rumunsky Radio România Internațional) je rumunská rozhlasová stanice vysílající do zahraničí vlastněná veřejnoprávní společností Societatea Română de Radiodifuziune, kterou vlastní rumunský stát. První vysílání proběhlo již v roce 1927. Před rokem 1989 byla stanice známa jako Radio Bukurešť.
Vysílá přes krátké vlny (včetně digitálního vysílání DRM), satelit a internet.